# Lavigerie
Lavigerie – miejscowość i gmina we Francji, w regionie Owernia-Rodan-Alpy, w departamencie Cantal.
Według danych na rok 1990 gminę zamieszkiwało 121 osób, a gęstość zaludnienia wynosiła 5 osób/km² (wśród 1310 gmin Owernii Lavigerie plasuje się na 723. miejscu pod względem liczby ludności, natomiast pod względem powierzchni na miejscu 333.).